# Gossypium robinsonii
Gossypium robinsonii är en malvaväxtart som beskrevs av Ferdinand von Mueller. Gossypium robinsonii ingår i släktet bomull, och familjen malvaväxter. Inga underarter finns listade i Catalogue of Life.